# Orthaea weberbaueri
Orthaea weberbaueri là một loài thực vật có hoa trong họ Thạch nam. Loài này được Hoerold mô tả khoa học đầu tiên năm 1909.